# Четвърти конгрес на Илинденската организация
Четвъртият редовен конгрес на Илинденската организация се провежда между 12 и 14 юли 1927 година в София. На него участват делегати от централното дружество и клоновете на Илинденската организация в Царство България.
В Ръководното тяло на „Илинден“ влизат Димитър Иванов, Лазар Томов, Славчо Абазов, Д. Саракинов (от Воденско), Иван Нелчинов. Запасни членове са Стефан Аврамов, Иван Битраков, Продан Христов, Вл. Лазаров, Лазар Бицанов, а в контролната комисия влизат Петър Мърмев, Дамян Наумов, Александър Сапунджиев.